# كونرادو والتر
كونرادو والتر (بالألمانية: Konrad Walter)‏ (و. 1923 – 2018 م) هو كاهن كاثوليكي من ألمانيا، والبرازيل، ولد في مونزينغن، توفي في جاكاريزينيو، عن عمر يناهز 95 عاماً.

## مناصب
تولى منصب أسقف كاثوليكي (منذ 2 فبراير 1978)
- مطران  [لغات أخرى]‏
- أسقف مساعد  [لغات أخرى]‏[1]
- أسقف عنواني  [لغات أخرى]‏

.